# آرپاش (مجارستان)
آرپاش (به مجاری:  Árpás) یک شهرداری در مجارستان است که در دیور-موشون-شوپرون واقع شده‌است.

## خصوصیات
آرپاش ۱۴٫۲۷ کیلومترمربع مساحت و ۲۶۷ نفر جمعیت دارد.